# اس‌ام‌اس اشتاین
اس‌ام‌اس اشتاین (به انگلیسی: SMS Stein) یک کشتی بود که طول آن ۸۲ متر (۲۶۹ فوت ۰ اینچ) بود. این کشتی در سال ۱۸۷۹ ساخته شد.